# Döbener Wald
Das Naturschutzgebiet Döbener Wald liegt im Landkreis Leipzig in Sachsen am östlichen Muldehang. Das aus drei Teilflächen bestehende Gebiet erstreckt sich nördlich und südlich von Golzern sowie westlich und östlich von Döben auf dem Gebiet der Stadt Grimma. Am westlichen Rand des Gebietes verläuft die S 11 von Grimma nach Nerchau. Nordwestlich fließt die Mulde mit der Muldebrücke an der Papierfabrik Golzern und im nördlichen Bereich des Gebietes verläuft die A 14 mit der Muldenbrücke Nerchau.

## Bedeutung
Das 190 ha große Gebiet mit der NSG-Nr. L 17 wurde im Jahr 1961 unter Naturschutz gestellt.